# Emmesomyia propleuralis
Emmesomyia propleuralis är en tvåvingeart som beskrevs av Fritz Isidore van Emden 1941. Emmesomyia propleuralis ingår i släktet Emmesomyia och familjen blomsterflugor. Inga underarter finns listade i Catalogue of Life.